# 贺州广播电视台
贺州广播电视台為中华人民共和国广西壮族自治区賀州市人民政府直屬事業單位，也是中共賀州市委、賀州市人民政府的市級廣播電視媒體。是台的前身為賀州人民廣播電台及賀州電視台，其中廣播服務開始提供於1991年9月，電視服務開始提供於1989年10月1日。二者後於2019年4月合併成立賀州廣播電視台。

## 历史沿革
在中华人民共和国成立后，贺县县府于1956年10月2日成立了自己的广播站贺县人民广播站:56。1991年9月，中共贺县党委、贺县府开始在广播站的基础上开通立体声调频广播，正式提供无线广播服务。1994年9月30日，电台开始透过县内大钟山的调频广播发射机向全县播送广播节目，功率为1000瓦:1641。1997年初，因贺县撤县建市，电台也同步更名为贺州人民广播电台。梧州地区改制贺州地区后，贺州电台亦升格为地区级广播电台:1641-1642，贺州撤地建市后，贺州人民广播电台随即成为地级贺州市的官方电台:22，为贺州市广播电视局直属的副处级事业单位。2005年1月1日，贺州电台开通第二条广播频率音乐频率，为广西第一条专业播送流行音乐节目的广播频率:1642。
1988年12月，梧州地区行署决定成立桂东有线电视台，总部位于梧州市:223，1989年2月28日该计划获得广西自治区广播电视厅首肯，当年10月1日，桂东有线电视台在6频道正式开播，并负责向梧州地区的收视者转播中国中央电视台、广西电视台等的电视频道:1647。1995年9月，更名为梧州地区有线电视台。1997年8月，梧州地市政区调整后，该有线电视台更名为贺州地区有线广播电视台，并与县级贺州市电视台合并播出电视节目。在国家广电总局要求无线、有线电视台合并后，贺州地区有线广播电视台亦更名为贺州地区广播电视台，2002年，贺州撤地建市后，再度更名为贺州市广播电视台，并对外保留“贺州电视台”呼号:223-225。2004年10月，贺州市广电局在八步区与昭平、富川、钟山三县之间开通了广播电视节目上下传送系统，以提高贺州电视台的讯号覆盖率:57-58。
在合并前，贺州电台与贺州电视台加強了在網路上的投入，並開始在贺州新闻网實時播出自製的節目。2019年4月，贺州人民广播电台和贺州电视台完成合并，正式组建贺州市广播电视台:227。2024年，贺州市广播电视台与《贺州日报》社合并组建贺州市融媒体中心。

## 旗下資產
贺州广播电视台為贺州市人民政府直屬事業單位，并由中共贺州市委宣传部直接主管。该台共下设辦公室、總編室、社教专题部、新聞中心、影视节目部、广播节目部、新媒體部、广告部、活动策划部、产业发展部、制作部、技术部、播控部、财务部、人力资源部、对外交流部、中共机关党委17个科室。其旗下另有贺州市广视传媒有限责任公司、新锐全媒体发展有限责任公司兩家全資子公司:227。并拥有一条电视频道与2条广播频率。此外，贺州市广电融媒体中心还拥有自己的微信公众号、今日头条号、抖音、企鹅号、流動應用程式等新媒体平台:228。

### 電視服務
| 頻道名稱 | 语言   | 广播格式                    | 啟播時間      | 频道前身                                     | 備註                                                   | 備註 |
| 综合频道 | 普通話 | SD: PAL 576i 16:9 HD：1080i | 1989年10月1日 | 桂东有线电视台 贺州地区有线电视台 贺州电视台 | 贺州市第一條電視頻道，現時以新聞、時事、專題類節目為主 |      |

### 廣播服務
| 頻道名稱                | 语言   | 频道频率          | 啟播時間     | 频道前身                          | 備註                                                                                         |
| 综合广播（畅听882）     | 普通話 | FM88.2 FM92.1:237 | 1991年9月    | 贺县人民广播电台 贺州人民广播电台 | 以新聞為主，集新聞性、公益性、服務性、監督性為一體的綜合頻率                                 |
| 交通音乐广播（动听914） | 普通話 | FM91.4:237        | 2005年1月1日 | 贺州人民广播电台音乐广播          | 主要為駕車人士服務的頻率，提供路況播報、生活資訊、服務類、文化娛樂新聞、文學、音樂、娛樂節目 |

## 節目
贺州广播电视台是贺州市人民政府直屬的正處級事業單位，也被定义为中共贺州市委与贺州市人民政府的喉舌。其有資格組織編排製作廣播電視節目，并负责转播中央和省级广播、电视节目，以服務中國共產黨、中华人民共和国各級政府的政治宣傳。因此，该台的广播频率以及电视频道在每天晚上会分别轉播中央人民广播电台的《全國新聞聯播》:1642以及中国中央电视台的《新闻联播》等新聞節目:244。
在广播部门，贺州人民广播电台有新闻资讯类《贺州新闻》、《整点播报》:57，社教专题类《茶余饭后话贺州》、《走进潇贺古道》、《国学中医》，文藝類《我们的征途是星辰大海》、《下班万万岁》、《爱阅读》等自制节目:1642。而在电视部门，《贺州新闻》是该台最主要的自办电视新闻栏目，其随电视台而创立，初名《桂东新闻》，后随行政区划变更而同步易名，2003年6月，该栏目开始每天播送:57，其以報導在地新聞見長:1655。《今日报道》也是该台电视部门較重要的地方電視新聞資訊節目:57。贺州下辖的八步区、平桂区政府也会不时地在贺州广播电视台综合频道插播自制的新闻节目:236。除此之外，该台还制作了介绍贺州历史文化的社教类节目《贺州发现》、文艺类节目《贺州味道》、服务资讯类节目《健康贺州》等:228，亦曾协助香港电视广播有限公司拍摄以贺州地区为外景地的鄉土劇《茶是故乡浓》、《酒是故乡醇》:1655，一度促进了贺州市旅游产业的发展。